# Kardassziaiak
A kardassziaiak a Star Trek filmsorozatokban szereplő idegen faj. Otthonuk a több bolygót magába foglaló Kardassziai Birodalom vagy Kardassziai Unió, amely a Galaxis Alfa kvadránsában helyezkedik el.
A kardassziaiak hüllőszerű jellegzetességekkel bíró humanoidok, birodalmuk, bár belső feszültségektől szenved, nagyon komoly tényező az Alfa-kvadránsban.

## Biológiai sajátságok, megjelenés
Az őseik valószínűleg hüllőszerűek voltak, ezért jobban kedvelik a sötétebb és melegebb, kb. 30 fokos hőmérsékletű, és nyirkosabb környezetet. Könnyen felismerhetőek a két vékony nyakgerincükről, ami a fejük tetejéig tart (bár végül teljesen elvékonyodik), és egy fordított könnycsepp (vagy kanál) alakú csontos kinövésről a homlokuk közepén. A kardassziai férfiak bőre általában szürkés, vagy sötétbarna, míg a nőké inkább kékesszürke árnyalatú.
A hallásuk nem olyan jó, mint az embereké, de amíg az érzékszerveik nem annyira fejlettek, a fegyelmezett agyuk igen figyelemreméltó. A kardassziaiak a vizuális memóriájukról híresek, és arról, hogy képesek ellenállni a vulkáni agyegyesítésnek. A kardassziaiak imádnak beszélni, a szócséplést már-már egyfajta művészetté fejlesztették.

## Történelem

### Ősidők
A kardassziai valaha békés, vallásos faj volt. A világuk az ősidőkben legendás civilizációnak adott otthont, aminek a romjai még mindig a legfigyelemreméltóbbak a galaxisban. Azonban a források elapadása az egész bolygóra kiterjedő éhínséghez vezetett, és milliók haltak meg. A hadsereg nem tűrve a vezetők gyengeségét, átvette a hatalmat, és megpróbálta stabilizálni a helyzetet. Az állam hamarosan megerősödött, és a hadsereg számos világot igázott le, hogy kiszipolyozza forrásaikat.

### Háború a Föderációval
A Föderáció és Kardasszia viszonya 2346-ban vált ellenségessé, amikor a kardassziaiak megtámadták a Setlik III-at. Húsz évig tartó háború tört ki, mert a Föderáció nem akarta feladni a területet. 2366-ban sikerült létrehozni egy fegyverszüneti megállapodást. Sok föderációs tiszt nem értett egyet ezzel a megállapodással.

### Bajori megszállás
A kardassziaiak 2328-ban bekebelezték a békés Bajort, ezzel megkezdődött az 50 évig tartó kardassziai megszállás. 2346-ban megépítették a megszállt bolygó felett keringő uridiumérc-feldolgozó bányaállomást, a Terok Nort (a későbbi Deep Space Nine űrállomást). Megalapították a bolygón a helyi kormányzatukat, élén kardassziai prefektusokkal. A megszállás alatt bajoriak millióit ölték meg és kényszerítették munkatáborba. A 2340-es évektől Bajor katonai helytartója Gul Dukat lett, egyben Terok Nor űrállomás parancsnoka.
A kardassziaiak alacsonyabb rendű fajnak tartották a bajoriakat, és a megszállást úgy szemlélték, mint egy erősebb faj jogos területi követelését a gyengébbekkel szemben. Sok kardassziai férfi szexuálisan vonzódik a bajori nőkhöz, számos katonatiszt titokban bajori szeretőt tartott (köztük Dukat is).
A bajoriak között számos ellenálló-, illetve terroristacsoport szerveződött a kardassziai uralom megdöntésére, melyekben sok későbbi ismert bajori személy, köztük Shakaar Edon miniszterelnök és Kira Nerys őrnagy is részt vett. Sok bajori ember lépett be az ellenállásba. Az ellenállók rengeteg kardassziait öltek meg szabotázsakcióikkal. A zavargások hatására a Hadvezetésnek át kellett értékelnie a helyzetét. Végül, 2369-ben, a kardassziaiak kivonultak Bajorról. A bajoron megalakult ideiglenes kormány a Föderáció segítségét kérte bolygójuk újjáépítéséhez.
A kardassziai jelenlét 2369-ben szűnt meg a Bajoron. A Bajori Ideiglenes Kormány a kivonulás után a Föderációt kérte fel, hogy felügyelje a területet. A Gamma kvadránsba vezető féregjárat felfedezése után Kardasszia felismerte, hogy hibázott, mikor visszavonult. A Csillagflotta a Terok Nort Deep Space Nine-ra nevezte át, és ez az állomás lett a Gamma kvadránsba vezető expedíciók és a Domínium elleni háború központja. 2370-ben a Föderáció és a Kardassziai Unió megegyezett, hogy újrarajzolják a határokat. Az egyezség keretében létrehoztak egy fegyvermentes övezetet is.

### A Maquis harcok
Nem sokkal később az Unió katonai erőkkel provokációkat intézett az övezet menti föderációs kolóniák ellen. Azok, látva a kormányzat gyengeségét, megalakították a Maquis nevű félkatonai terroristaszervezetet, és kemény válaszcsapásokat mértek a kardasszaiaikra. A katonai befolyás növekedésével Kardasszia titkos hírszerzésének, az Obszidián Rendnek is nőtt a befolyása. Szépen lassan elég hatalmat szereztek ahhoz, hogy a Hadvezetés nélkül is működhessenek.

### A kvadránsközi háború
A Kardassziai Unió a Domínium-háborúban a Domínium oldalára állt. Ezek után Gul Dukat lett az állam vezetője. Miután breenek is csatlakoztak a Domíniumhoz, Kardasszia már csak másodrendű szerepet töltött be a szövetségesek között. Ezért Damar legátus megpróbálta kiugrasztani Kardassziát a szövetségből, ekkor már azonban a Domínium irányította a kardassziai hadsereget is. Damar nem sokkal később ellenállást szervezett a Domínium ellen, amely ezek után szembeszegült a szövetséggel. Az ellenállás nem volt túl erős, ezért erejéből csak gerillaakciókra futotta. A háború végén már egész Kardasszia a Föderáció oldalára állt, ezért válaszképpen a Domínium megtámadta a Kardasszia Egyet. Damar meghalt a harcokban, de végül a Domíniumot sikerült legyőzni.
Habár technikailag fejlettek, hadihajóik mégsem erősek ahhoz, hogy a nagyobb föderációs hajókkal egyedül elbánjanak. Az Unió is részt vett a Domínium-háborúban, a Domínium oldalán. Mivel a háború végén a kardassziai flotta átállt a szövetségesek oldalára, a jem’hadar hajók elkezdték bombázni a Kardasszia-1 bolygót. A háborúban kb. 300 000 000 kardassziai halt meg, az anyabolygó romokban hevert. Kardasszia felperzselt tájai mindig emlékeztetni fogják az ott élőket Damar bátorságára, és ellenállására. „Kardasszia örökké fenn fog maradni, de már sosem lesz a régi.

## Társadalom
Anyabolygójuk a Kardasszia-1, egy M osztályú (emberek által lakható) bolygó. Népességük több milliárd főnyi. A Kardassziai-rendszerben több mint 5 bolygó található.
A kardassziak militarista, a romulánokéhoz hasonló társadalomban élnek. A klingonokéra jellemző individualista erőszakkultusz nincs meg náluk, mint egyének ritkán erőszakosak és agresszívek, ugyanakkor a faj iránti lojalitás és a kollektív felsőbbrendűség-tudat náluk is megvan. De nem olyan bizalmatlanok az idegenek iránt, mint a romulánok, a Kardassziai Birodalom sokkal nyitottabb külpolitikát folytat, és - amennyiben a belső helyzet ehhez elegendően stabil - szívesen lép diplomáciai, kereskedelmi és kulturális kapcsolatba más civilizációkkal.
A nagy ínség teljesen tönkretette a kardassziai társadalmat, amely káoszba süllyedt. Az utcákon fegyveres bandák vették át az uralmat, a polgárok pedig ölre mentek egy falat ételért. A helyzetnek a katonaság vetett véget, amely rendet teremtett ugyan, de meglehetősen merev és szigorú, autoriter, diktatórikus rendet. A válság és a hadvezetés uralma miatt a tehetséges és általában ambiciózus kardassziaiak gyakorlatilag egyetlen útja a kiemelkedésre a hadi szolgálat, amely teljesen militaristává változtatta a társadalmat. A birodalom ráadásul állandó extenzív terjeszkedésre kényszerül, hogy, ha a politikai szabadságot nem is, de legalább a valamilyen szintű megélhetést biztosítsa a polgárainak. Emiatt állandóan háborúkba keveredik, ami persze csak fokozza a katonaság hatalmát és állandósítja a háborús légkört.
A jogszolgáltatás, ha lehet így nevezni, szintén a katonai, statáriális eljárások gyakorlatára emlékeztet. Célja nem a tényszerű igazság kiderítése, hanem a polgárok nevelése, az elrettentés. Az ügyvédhez hasonló intézmény létezik, de szerepe inkább egy inkvizíciós hivatalnokra emlékeztet, aki megpróbálja rávenni a vádlottat, hogy bánja meg bűneit - akár valósak, akár koholtak -; továbbá, hogy ne szegüljön ellen az ítéletnek, és viselkedésével a népnevelés nemes célját szolgálja. Minden gyanúsított bűnös, mielőtt még megjelenne a bíróságon, és az ítélet általában halál. Senkinek nem sikerült még megszöknie a halálbüntetés elől, és csak a legszerencsésebbeknek sikerülhet megváltoztatni az ítéletet életfogytiglani munkaszolgálatra.
Akárcsak a romulánoknál, a katonaságból kinőtt egy titkosszolgálat, a nagy hatalmat élvező és rettegés övezte Obszidián Rend. Ez az eszközökben nem válogató, a satus quo megőrzéséért harcoló és a birodalom világhatalmi ábrándját kergető szervezet még tovább nyomorította a társadalmat. 2371-ben azonban óriási vérveszteséget szenvedett el a Domínium hadaitól az omarion-csillagködi csatában, és hatalma az addigihoz képest nagyon meggyöngült; de így is számottevő tényező maradt.
A civil Detapa tanács sikeres csoportosulást hozott létre a Hadvezetés ellen 2372-ben, amikor a szakadár mozgalom elérte a tetőpontját. A katonaságnak már nem volt teljes hatalma a kormányzat felett, és az Unió egy hivatalaként működött, mint az Obszidián Rend, a titkos hírszerző ügynökség. Az Obszidián Rend egy kicsit különbözik, mert nem kell jelentést tennie a Tanácsnak. Miután Kardasszia csatlakozott a Domíniumhoz a Tanács megszűnt és a Követre szállt minden hatalom.

### Kultúrájuk
A kardasszaiak a kapcsolatokat és a családot mindennél értékesebbnek tartják. Habár az árvákat hagyják meghalni, a háztartások, amelyekben számos nemzedék él együtt, egy becsületreméltó közösséget alkotnak. A kardassziai nőknél fontos tulajdonságnak számít a termékenység, mely biztosítja a férfiakat arról, hogy sok utódot és nagy családot képesek adni nekik. Nagy szégyennek és megvetendőnek számít, ha valakiről kiderül, hogy családon kívüli, törvénytelen gyermeke született.
A kardassziai gyerekek oktatása már 3-4 éves korban elkezdődik, melynek során fegyelemre, precizitásra és a Birodalomhoz való hűségre nevelik őket. Minden kardassziai a kultúra és a művészet ismerőjeként nő fel. A tudás a legfőbb forrása a társadalmi helyzetnek és a kardassziai társadalom kreativitásának. Saját irodalmai alkotásaikat nagyra becsülik, mert legnagyobb irodalmi műveik epikus formában követik nyomon egy-egy család történetét, melyek mindig hűségesek szolgálják a Birodalmat, és mely alkotásokban a Kardassziai Birodalom története is nyomon követhető.
A férfiak és a nők veszekedéssel, kötekedéssel jelzik egymás iránti szexuális közeledésüket, melyet sokan, gyakran az emberek is, félreértenek. A társat kereső nők a homlokukat világoskékre festik, és felajánlják termékenységüket a házasság reményében. A tudományokat szinte kizárólag a nők művelik, akik a férfiakat ehhez ügyetlennek, hozzá nem értőnek tartják. A katonaság ezzel szemben nagyobbrészt férfiakból áll, bár a nők sincsenek kizárva sem a hadviselésből, sem a parancsnokságból.
Az emberekkel ellentétben a kardassziaiak nem próbálják meg lelassítani vagy elkerülni az öregedést, ehelyett várják az öregkort, amivel együtt jár a hatalom és a bölcsesség. Hitük nagy fontosságot tulajdonít a halottak testének, maradványainak, melyet más faj egyedének nemhogy hozzáérni, de látni sem szabad.
A kardassziaiak egyik kedvenc alkoholos itala a kanar. Kedvelt kardassziai ételízesítő a yamok szósz. A hátaskutya háziasított kardassziai állat, míg a kardassziai patkány károkozó és rendkívül gyorsan szaporodó rágcsáló. A taspar nevű állat tojása kedvelt étel a kardassziaiak körében, emellett a laris pite és a yamokszósz is, kedvenc italuk pedig a kanar, mely egy barna, szirupszerű folyadék.

## Politikájuk
Évszázadokkal korábban a kardassziaiak egy békeszerető, spirituális és művészetekben gazdag nép voltak. Azonban éhínség és járványok söpörtek végig a népen, melyet végül a katonaság hatalomátvételével és a Kardassziai Birodalom megalapításával próbáltak megfékezni.
A Kardassziai Birodalom egy katonai irányítás alatt álló totalitárius diktatúra, melynek modellje egyaránt a Hitleri náci Németországa, a Sztálini Szovjetunió és a George Orwell-féle 1984 világa.
Minden kardassziai polgár a hírhedt titkosszolgálat, az Obszidián Rend megfigyelése alatt áll, soha senki nem tudhatja, éppen mikor hallgatják le. Emellett minden kardassziainak 10 éves korában oda kell adnia egyik metszőfogát a nyilvántartásba. Ezt más fajok letartóztatott egyedeivel is megteszik. A letartóztatott foglyokat hosszú kínzásnak vetik alá, melynek célja inkább azok megtörése, mint az igazság kiderítése. A legtöbb foglyot ezután kivégzik.
A tárgyalások előre meg vannak írva, az ítéletet már a tárgyalás megkezdése előtt kihirdetik. Maga a tárgyalás csak arra szolgál, hogy a Birodalom polgárai számára példát statuáljanak és lássák, hogyan vallják be bűneiket a Birodalom ellenségei és az árulók. A tárgyalásokat, csakúgy mint a fontosabb eseményeket és a vezetők beszédeit a városok utcáin képernyőkön közvetítik a nép számára. A hősöknek már életükben hatalmas szobrokat emelnek, haláluk után pedig nagyszabású állami temetés kapnak, melyet szintén közvetítenek a nép számára.

### Obszidián Rend
Az Obszidián Rend a kitalált Star Trek-univerzumban a Kardassziai Birodalom hírhedt titkosszolgálata, afféle állam az államban, még a kardassziaiak is rettegik a nevét, és szinte senki sem ismeri a tagjaikat vagy céljaikat. Jellemző, hogy például a DS9 egyik részében még Gul Dukat is meglepődik, amikor egy Siskoékkal közös akcióban megjelenik az Obszidián Rend egyik hajója, a kardassziai hajók közismert Galor osztályának akkor ultramodern változata, egy Keldon osztályú hajó, miközben az Obszidián Rendnek elméletileg még hajója sem lehetne. Persze egy ilyen nagy hatalmú, titkos szervezet egy amúgy is túlbürokratizált, rideg rendszerben, mint a kardassziaiaké, végül is azt tesz, amit akar. A rend a DS9-ben szerepel a legtöbbet, és többekkel többször összeütközésbe kerül. Később a rendet felszámolják.

## Rangok
Miután a kardassziai Unió felépítése szövetségi rendszerű, így a katonai rangok pontos sorát nehéz megállapítani, de egy-két hasonlóság tapasztalható a Föderációban használatos rangokkal:
- Gil: alacsony rangú, vagy fiatal tiszti rang.
- Glinn: magasabb rangú tiszt (esetleg főtiszt).
- Gul: egy rend parancsnoka, általában 500 000 fő tartozik az irányítása alá.
- Legátus: a legmagasabb katonai rang, mely az admirálisnak felel meg, azzal a különbséggel, hogy jelentős politikai hatalommal is bír.

## Híres kardassziaiak
- Damar legátus
- Elim Garak
- Gul Dukat
- Enabran Tain
- Gul Darheel